# Primer Regimiento de Infantería de la Guardia Nacional de Filadelfia
El 1.er Regimiento de Infantería de la Guardia Nacional de Filadelfia, también conocido como el Espíritu del 61, es una estatua de bronce de Henry Kirke Bush-Brown instalada en el 140 South Broad Street del Center City de la ciudad de Filadelfia, en el estado de Pensilvania (Estados Unidos). Está ubicada en el Union League Club, junto a la escultura de John Wilson Monumento a Washington Grays.

## Historia
Encargada en 1911 por el Primer Regimiento de Infantería de la Guardia Nacional de Pensilvania para el 50 aniversario de esa organización, esta escultura se instaló frente al edificio de la Union League en Broad Street, Filadelfia en 1911, y se traspasó a la Union League de Filadelfia en 1962. en celebración del centenario del Primer Regimiento.

## Descripción física
La escultura representa a un soldado de la época de la Guerra Civil marchando con el uniforme completo como miembro del Primer Regimiento de Infantería de la Guardia Nacional de Pensilvania. Un regimiento sucesor de las Reservas Grises, que se estableció en 1822, el Primer Regimiento fue llamado a la acción luego de la caída de Fort Sumter a mediados de abril de 1861. La placa en la base de la escultura estaba inscrita con las palabras: "Primer Regimiento de Infantería/Guardia Nacional de Pensilvania/Reservas Grises/Abril de 1861–1911".